# Listă de plante afrodiziace
Acest articol cuprinde o listă de plante afrodiziace, în ordine alfabetică.

## A
- Aceras
- Adenia
- Afin
- Agavă
- Aiul șarpelui
- Ajowan
- Akotopa
- Alan
- Albăstrea
- Aloe
- Alune
- Amanita muscaria
- Ammi
- Anadenanthera
- Ananas
- Anason
- Andive
- Angelică
- Anghinare
- Arborele de coral
- Arborele de cacao
- Arborele de cafea
- Arborele de camfor
- Arborele de cocos
- Arborele de mătase de bumbac
- Arborele de plută chinezesc
- Arborele de sal
- Arborele vieții
- Arbustul de coca
- Arbustul de mastic
- Aragan
- Ardei iute
- Argyreia nervosa
- Armala
- Arpagic
- Ashwagandha
- Avocado
- Avrămeasă

## B
- Bajitian
- Balsam de Galaad
- Bambus spinos
- Bamă
- Banană
- Batat
- Belvedere
- Betel
- Bobul-sfântului-Ignațiu
- Bois-bande
- Trompeta îngerilor albăBorrachero
- Brunfelsia
- Brusture
- Bumbac
- Burete pucios
- Busuioc
- Busuioc sălbatic
- Busuioc sfânt

## C
- Cactus San Pedro
- Cais
- Cajeputier
- Capere
- Cardamom
- Cardon
- Carissa
- Castan
- Catuaba
- Căldărușă
- Călțunași
- Căprișor rotund
- Cânepă indiană
- Cârcel
- Ceai verde
- Ceapă
- Cebare
- Chilito
- Chimen
- Chimion
- Chuchuasi
- Cicoare
- Cimbru de câmp
- Cimbru de grădină
- Cimbru mare de munte
- Ciuboțica-cucului
- Ciumăfaie
- Ciumărea
- Coacăz negru
- Coada-calului
- Coada-pisicii
- Coada șoricelului
- Coada șoricelului de munte
- Cocotier-pereche
- Colții babei
- Copal
- Coriandru
- Corn japonez
- Cosițel
- Creson
- Crețișoară
- Crucea-pământului
- Cuișoare
- Curmal

## D
- Dafin
- Damiana
- Deinbollia
- Dita
- Dong quai
- Dovleac
- Dud-de-hârtie
- Dulse
- Durian

## E
- Echinacea
- Eugenia

## F
- Fasole de mare
- Fenicul
- Fenicul gigant
- Ficus
- Finic ghimpos
- Floarea-soarelui
- Fo-ti
- Frasin

## G
- Galanga
- Garcinia
- Gardenia
- Gariya
- Gemănariță
- Gențiană albastră
- Gențiană galbenă
- Gențiană rosie
- Ghimbir
- Ginkgo
- Ginseng
- Gloria dimineții
- Gotu kola
- Grâu
- Griffonia
- Guarana
- Gutui

## H
- Hamei
- Hoang nam
- Hrean

## I
- Iarba-funie
- Iarba Sfântului Ioan
- Iarba țapului
- Iasomie de grădină
- Iboga
- Ienibahar
- Ienupăr
- Ignamă
- Indrani
- Iseke
- Isop

## J
- Justicia

## K
- Kamalasana
- Kawa-kawa
- Khat
- Koribo

## L
- Laur păros
- Lămâi
- Lăptucă
- Lăptucă cu flori galbene
- Lăptucă sălbatică
- Lemn dulce
- Lemnul Domnului
- Lemnul lui Avram
- Leuștean
- Levănțică
- Liană cu lemn dulce
- Limba mielului
- Limbariță
- Lingura zânelor
- Lofantus
- Lotus
- Lucernă
- Lycium

## M
- Mac californian (Eschscholzia californica)
- Mac canadian
- Mac de grădină
- Mac spinos
- Mandragoră
- Mango
- Margaretă
- Mate
- Matwu
- Măceș
- Mărar
- Măselariță
- Măslin
- Mătrăgună
- Mentă
- Mesteacăn pufos
- Migdală de pământ
- Mirt
- Momordica
- Morcov
- Moșmon lucios
- Mucuna
- Muira Puama
- Mur
- Mușețel spaniol
- Muștar alb

## N
- Nalbă mare
- Nalbă indiană
- Nalbă siriană
- Năpraznic
- Năsturel
- Negrilică
- Nemțișor de câmp
- Nemțișor tunisian
- Niando
- Niaouli
- Nisipoasă
- Nkago
- Nuc
- Cola acuminataNucă de cola
- Strychnos nux-vomica
- Nucșoară

## O
- Obligeană
- Ololiuqui
- Orhidee
- Orobanche
- Orz
- Ovăz

## P
- Pandanus
- Pau d’arco
- Paronychia
- Pasiunea cerbilor
- Pălăria-cucului
- Pătlagină
- Pătrunjel
- Pecetea-lui-Solomon
- Pelin
- Peyote
- Piersic
- Piper de baltă
- Piper lung
- Piper negru
- Piper peruvian
- Piper-matico
- Piper negru african
- Poroinic
- Poroinic purpuriu
- Porumb
- Potir-auriu
- Praz
- Priboi
- Prun indian
- Prun oriental
- Psoralea

## Q
- Quebracho alb

## R
- Rauvolfia
- Răcovină
- Rehmannia
- Ridiche
- Rodie
- Roibă
- Rosmarin
- Rostopască
- Rujă

## S
- Salcâm
- Salvie
- Salvie purpurie
- Sassafras
- Saschiu
- Saw palmetto
- Sânziene albe
- Scai vânăt
- Scânteiuță
- Schinduf
- Scorțișoară
- Sculătoare
- Selin
- Semințele paradisului
- Shatavari
- Shiitake
- Smilax
- Smârdar
- Smochin
- Sovârf
- Sparanghel
- Sthira-gandha
- Stropharia cubensis
- Suliman
- Sunătoare
- Susan

## Ș
- Șofran
- Șofrănel
- Știr

## T
- Tarhon
- Torțel
- Trandafir
- Trestie mută
- Trifoi roșu
- Trompeta îngerilor
- Trufă

## Ț
- Țelină

## U
- Untul vacii
- Urechea leului
- Urzică
- Urzică mică
- Usturoi

## V
- Vanilie
- Vâsc
- Verbină
- Viorea

## Y
- Yage
- Ylang-ylang
- Yohimbe

## Z
- Zămoșiță
- Zmeur